# Melaleuca apodocephala
Melaleuca apodocephala är en myrtenväxtart som beskrevs av Porphir Kiril Nicolai Stepanowitsch Turczaninow. Melaleuca apodocephala ingår i släktet Melaleuca och familjen myrtenväxter.

## Underarter
Arten delas in i följande underarter:
- M. a. apodocephala
- M. a. calcicola